# Lithocarpus paihengii
Lithocarpus paihengii Chun & Tsiang – gatunek roślin z rodziny bukowatych (Fagaceae Dumort.). Występuje naturalnie w Chinach – w prowincjach Fujian (w południowej części), Guangdong, Hunan (na południu) i Jiangxi (w południowej części), a także w regionie autonomicznym Kuangsi. 

## Morfologia
PokrójZimozielone drzewo dorastające do 15 m wysokości.
LiścieBlaszka liściowa jest nieco skórzasta i ma kształt od podługowatego do owalnie eliptycznego. Mierzy 15–25 cm długości oraz 4–9 cm szerokości, jest całobrzega, ma klinową lub zbiegającą po ogonku nasadę i ostry lub spiczasty wierzchołek. Ogonek liściowy jest nagi i ma 20–30 mm długości.
OwoceOrzechy o kształcie od kulistego do stożkowatego, dorastają do 12–20 mm długości i 14–24 mm średnicy. Osadzone są pojedynczo w miseczkach o kulistym kształcie, które mierzą 20–28 mm średnicy. Orzechy otulone są w miseczkach do 75% ich długości.

## Biologia i ekologia
Rośnie w lasach mieszanych. Występuje na wysokości od 700 do 1600 m n.p.m. Kwitnie od maja do czerwca, natomiast owoce dojrzewają od października do listopada.